# Arte erótica em Pompeia e Herculano

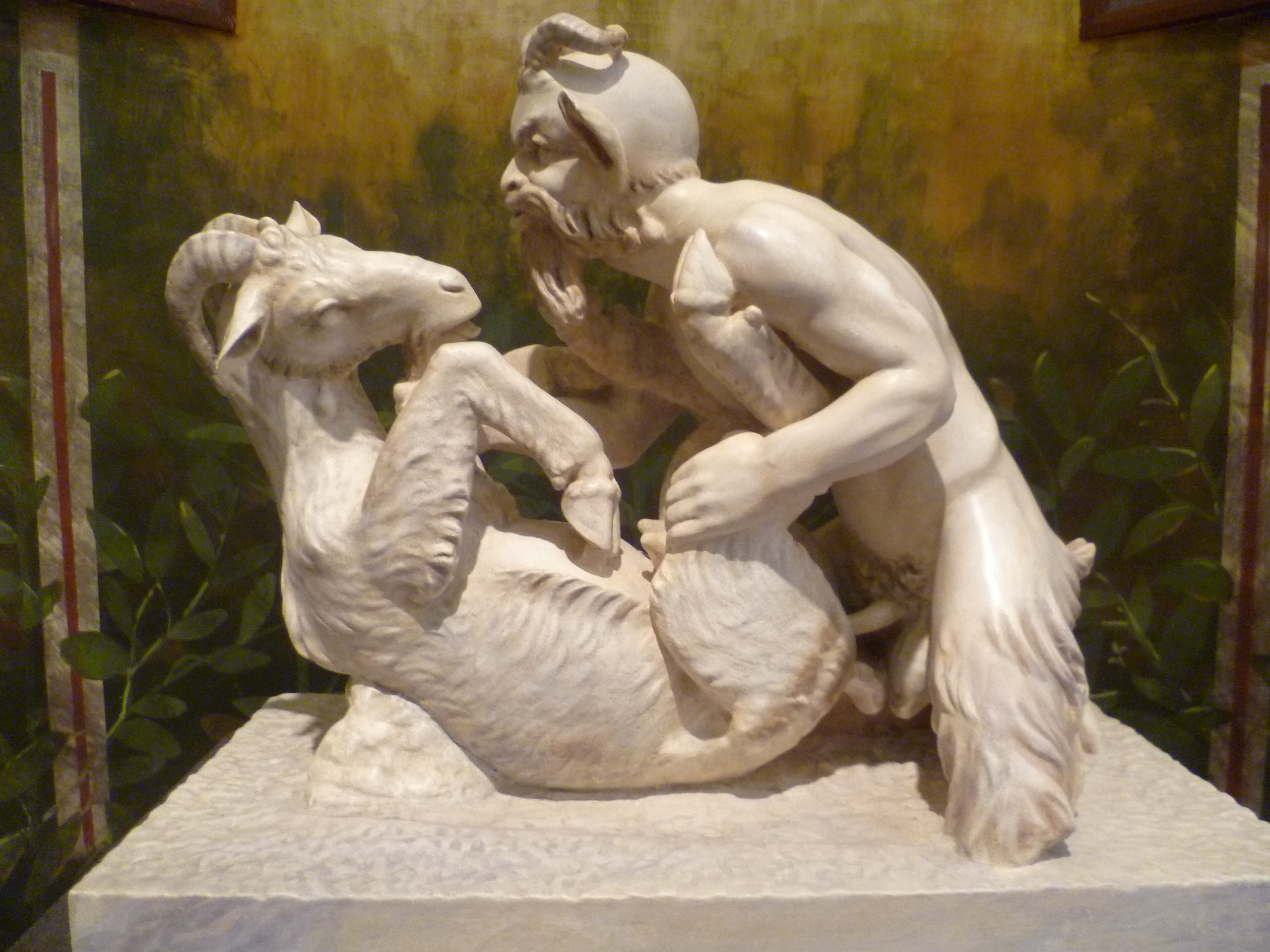
"Pan copulando com uma cabra" - um dos mais conhecidos objetos na coleção do Museu de Nápoles

Arte erótica em Pompeia e Herculano tem sido exposta como uma forma de arte e censurada como pornografia. As cidades Romanas em torno da baía de Nápoles, foram destruídas pela erupção do Monte Vesúvio em 79 d.C, preservando assim seus edifícios e artefatos até extensas escavações arqueológicas começarem no século XVIII. Estas escavações revelaram as cidades ricas em artefatos eróticos, tais como estátuas, afrescos, e artigos para a decoração domestica com temas sexuais. A onipresença dessas imagens e itens indica que o tratamento da sexualidade na Roma antiga era mais liberal do que a atual cultura Ocidental. (No entanto, muito do que pode parecer aos olhos de modernos como sendo imagens eróticas (e.g. grandes falos) poderia sem dúvida serem imagem de fertilidade.) Esse choque de culturas levou um grande número de artefatos eróticos de Pompéia, a serem censurados ou ficarem longe do público por quase 200 anos.
Em 1819, quando o Rei Francisco I de Nápoles, visitou Pompéia e foi a exposição no Museu Arqueológico Nacional de Nápoles , com sua esposa e filha, ele se mostrou extremamente envergonhado pelas obras de arte erótica e pediu para que elas fossem trancadas em um "gabinete secreto", acessível apenas a pessoas de idade adulta e moral respeitavel". Re-aberto, fechado, re-aberto novamente e, em seguida, novamente fechada por cerca de 100 anos, o Museu Secreto de Nápoles foi brevemente aberto no final da década de 1960, época da revolução sexual) e finalmente re-aberto para observação em 2000. Menores ainda são permitidos apenas na presença de um tutor, ou com autorização por escrito.

## Falos

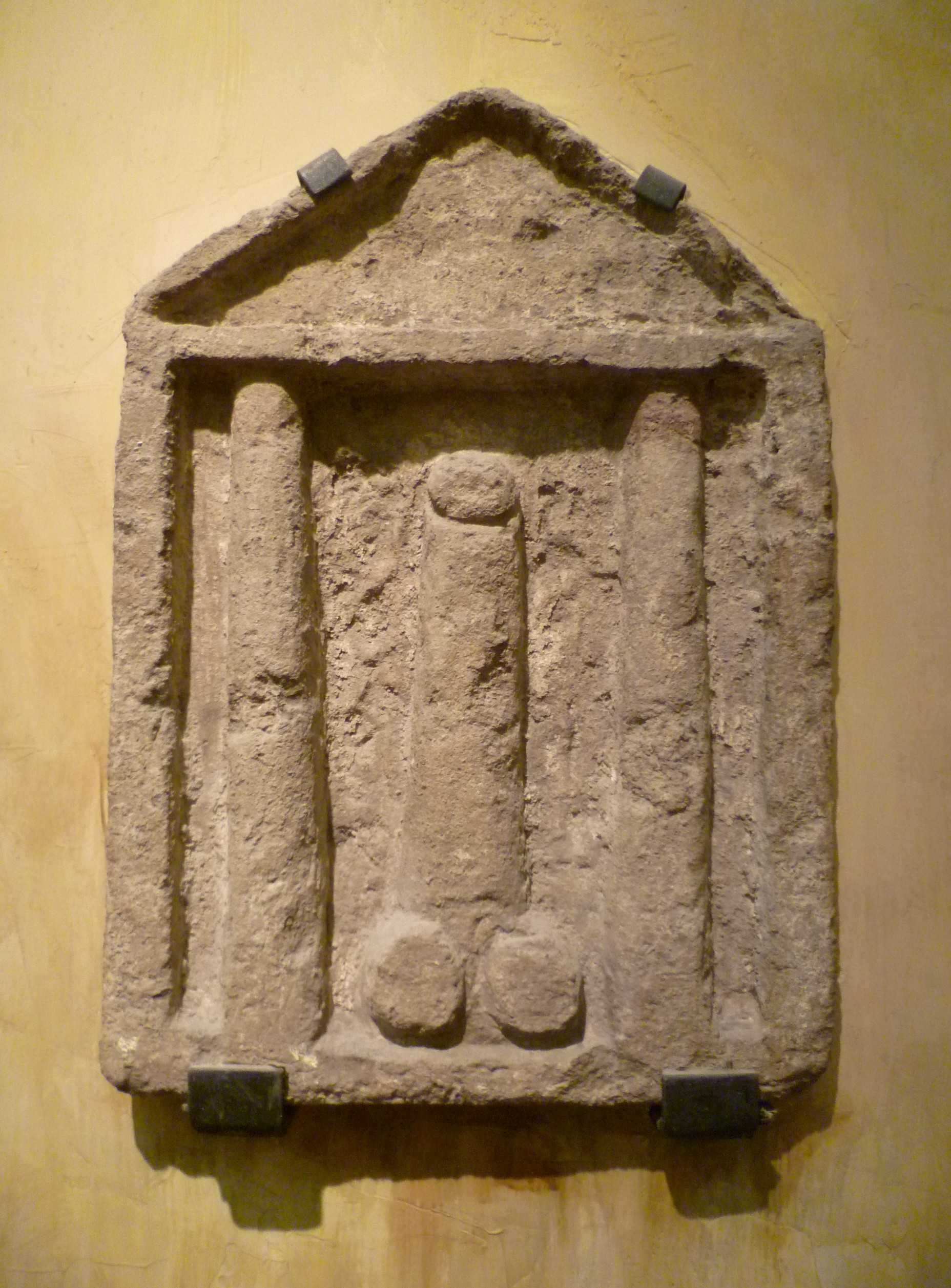
Falo esculpido de Pompéia, 1-50 dC.
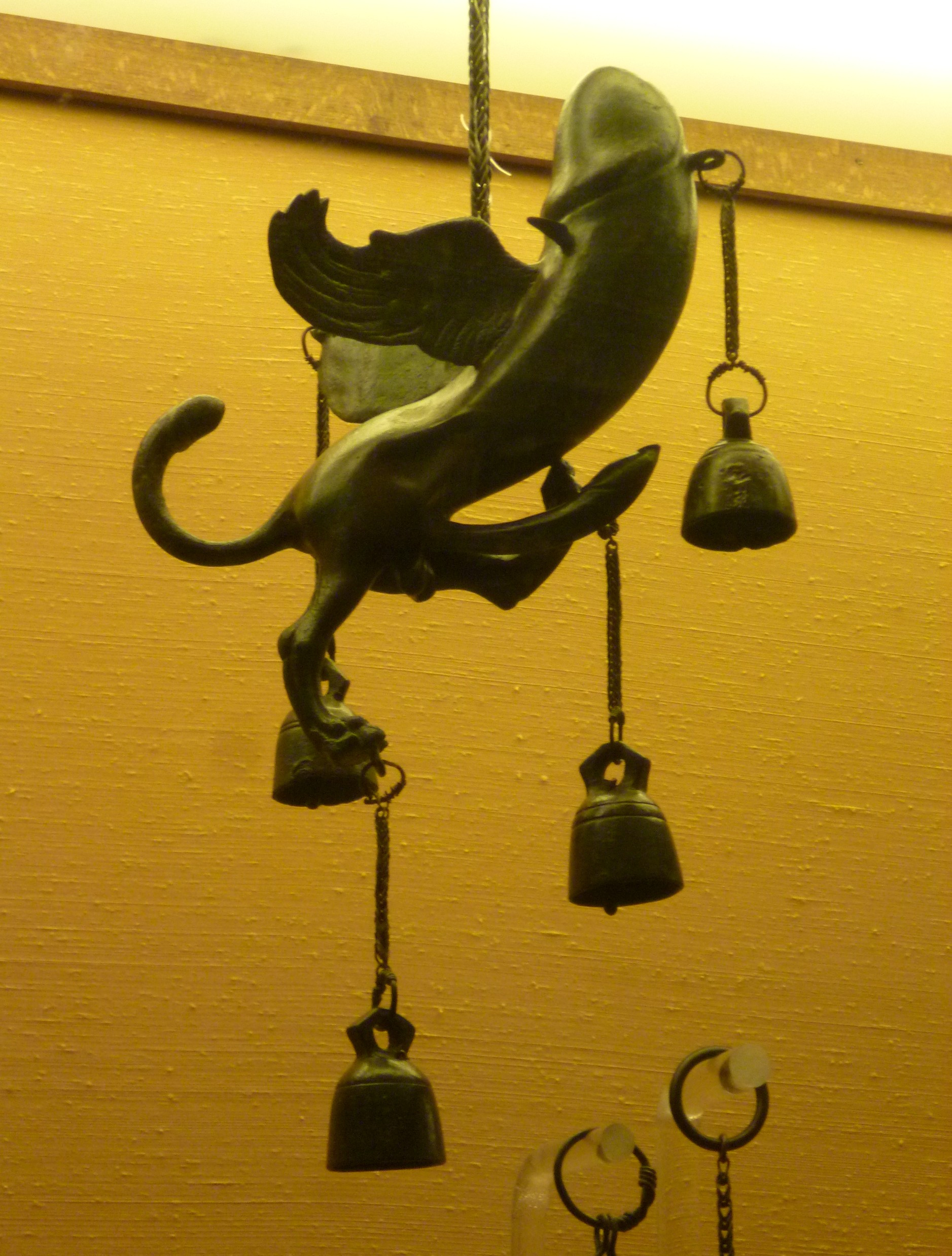
'falo voador' feito de bronz usado como amuleto (1 a.C.)

O falo (pênis ereto), seja em Pan, Priapo, ou divindades similares, ou até mesmo representado em si mesmo, foi uma imagem comum. Ele não era visto como obsceno ou mesmo necessariamente erótica, mas como uma arma contra o mau-olhado.. O falo era esculpido em bronze como (sinos de vento). Falos animais também eram itens de uso comuns. 

## Priapo

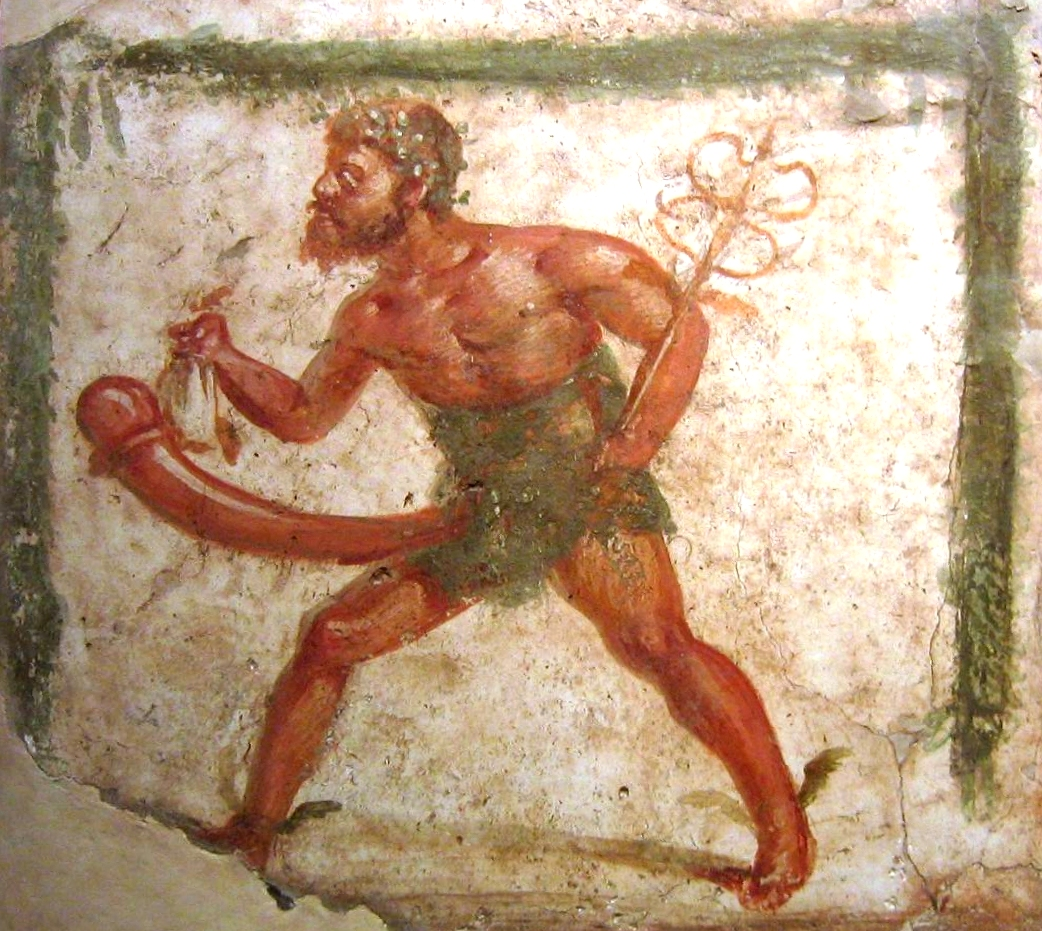
Mural de Mercúrio/Priapo
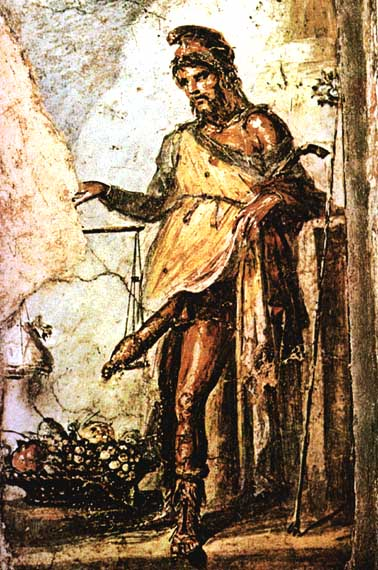
Pintura de parede de Priapo, Casa dos Vetti

Um afresco da parede que mostrava Priapo, o deus do sexo e da fertilidade, com o sua enorme ereção, foi coberta com gesso

## Bordéis

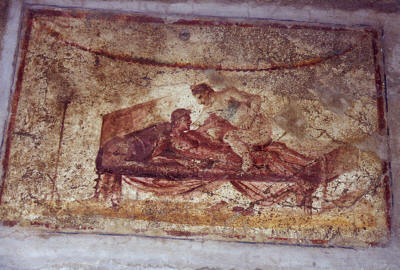
Afresco de uma prostituta
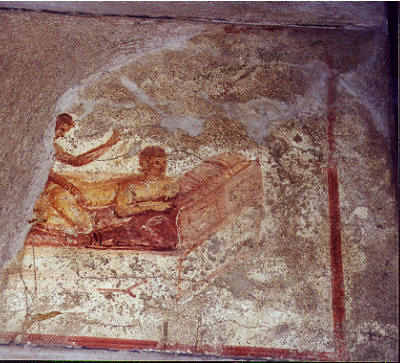
Afresco do maior bordel de Pompeia
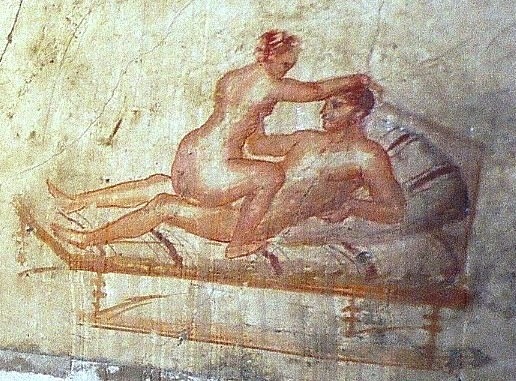
Uma pintura erótica nas paredes de uma pequena sala ao lado da cozinha da Casa dos Vettii, Pompeia.(cf. "Arte erótica em Pompeii", de Michael Grant, p52)

Não está claro se as imagens nas paredes eram de publicidade para os serviços oferecidos ou simplesmente pretendiam aumentar o prazer dos visitantes. Como mencionado anteriormente, algumas das pinturas e afrescos imediatamente ficaram famosos porque eles representam cenas sexuais explicitas.
Um dos mais curiosos edifícios recuperados, era na verdade um Lupanar (bordel), que teve muitas pinturas eróticas  e grafites dentro dele. As pinturas eróticas que parecem apresentar uma visão idealista de sexo em desacordo com a realidade da função do lupanar. O Lupanar tinha 10 quartos (cubiculos, 5 por andar), uma varanda e uma latrina. Ele não foi o único bordel. Em uma parede da Basílica (uma espécie de tribunal civil, assim frequentado por muitos Romano turistas e viajantes), uma imortal inscrição diz o estrangeiro: Se alguém está procurando alguns amor nesta cidade, tenha em mente que aqui todas as meninas são muito simpáticas (tradução livre). Outras inscrições revelaam algumas informações de preços para serviços diversos: Athenais 2 Asses, Sabina 2 Asses (CIL IV, 4150), A casa de escravos Logas, 8 Asses (CIL IV, 5203) ou Maritimo lambe sua vulva por 4 Asses, ´´Asses´´ era uma espécie de moeda utilizada na antiga Roma. Os valores variam de um a dois Asses ou vários Sestércios. Na faixa de preço mais baixa o serviço não era mais caro do que um pedaço de pão.
A prostituição era predominantemente urbana, a criação. Dentro do bordel as prostitutas, trabalhavam em uma pequena sala, normalmente, com uma entrada marcada por uma cortina. Às vezes, o nome da mulher e o preço deveria ser colocado acima de sua porta. O sexo era, geralmente, mais barato em Pompeia, em comparação com outras partes do Império.Todos os serviços eram pagos com o dinheiro.

## Exterior  de banhos
Estes afrescos estão no Exterior  de Banhos de Pompeia, perto da Marinha Portão.
Estas fotos foram encontradas em um vestiário em um  recém-escavado no início da década de 1990. A função das imagens ainda não é clara: alguns autores dizem que eles indicam que os serviços de prostitutas eram disponíveis no andar superior da casa de banhos e poderia, talvez, ser uma espécie de publicidade, enquanto outros preferem a hipótese de que sua única finalidade era a de decorar as paredes com uma cena (como eram na cultura Romana).
Abaixo estão imagens de alta qualidade de afrescos eróticos, mosaicos, estátuas e outros objetos de Pompéia e Herculano.

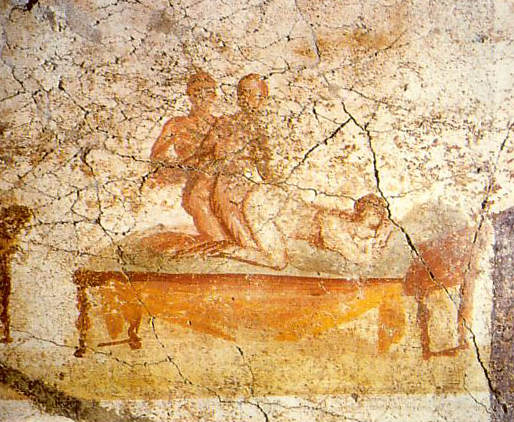
Afresco do exterior dos banhos de Pompeia mostrando 2 homens e 1 mulher em trio.
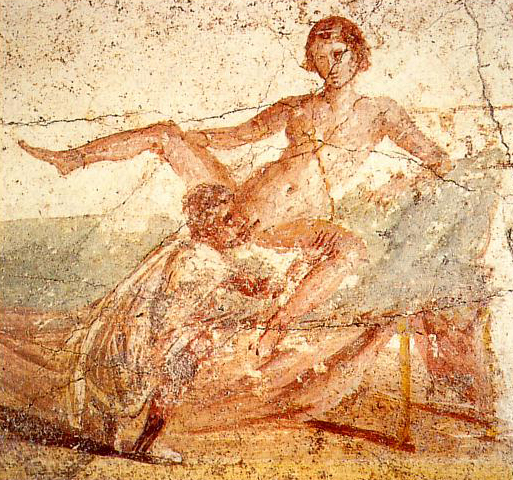
Afresco do exterior banhos retratando cunilíngua.
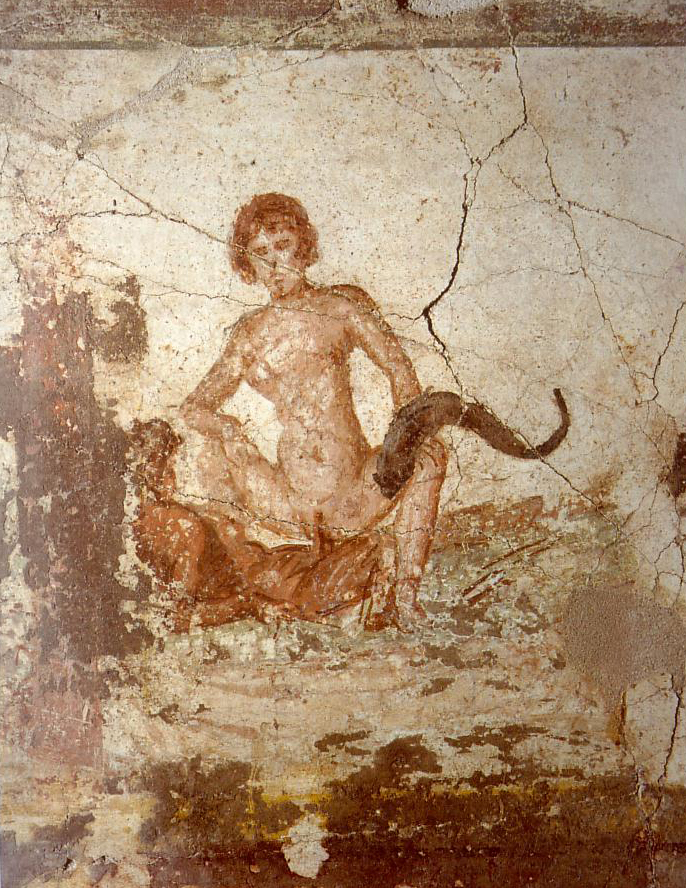
Afresco do exterior dos banhos na posição cowgirl

## Venus

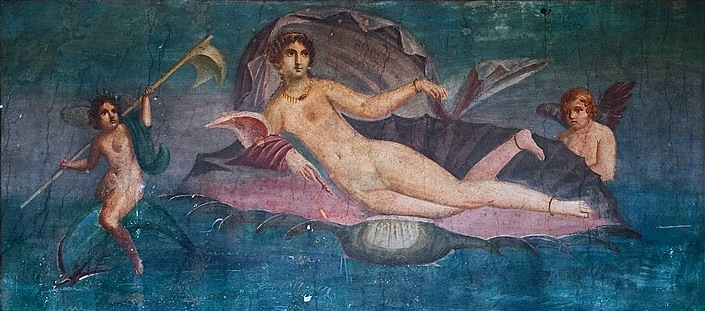
Mural de Vênus

O mural de Vênus de Pompéia nunca foi visto por Botticelli, pintor do Nascimento de Vênus, mas pode ter sido uma cópia Romana do então famoso quadro de Apeles, que Luciano menciona.

## Galeria

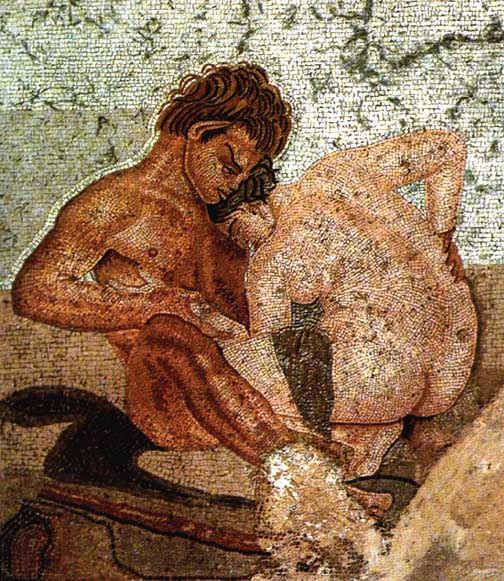
Mosaico, Sátiro e Ninfa, a Casa do Fauno
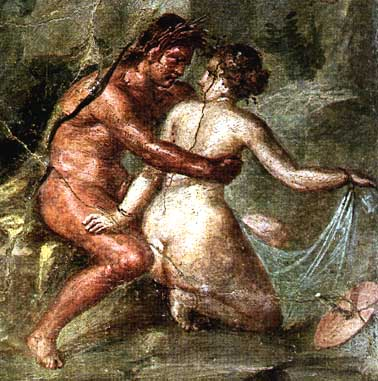
Pintura na Casa de Epigramas, o Reinado de Nero
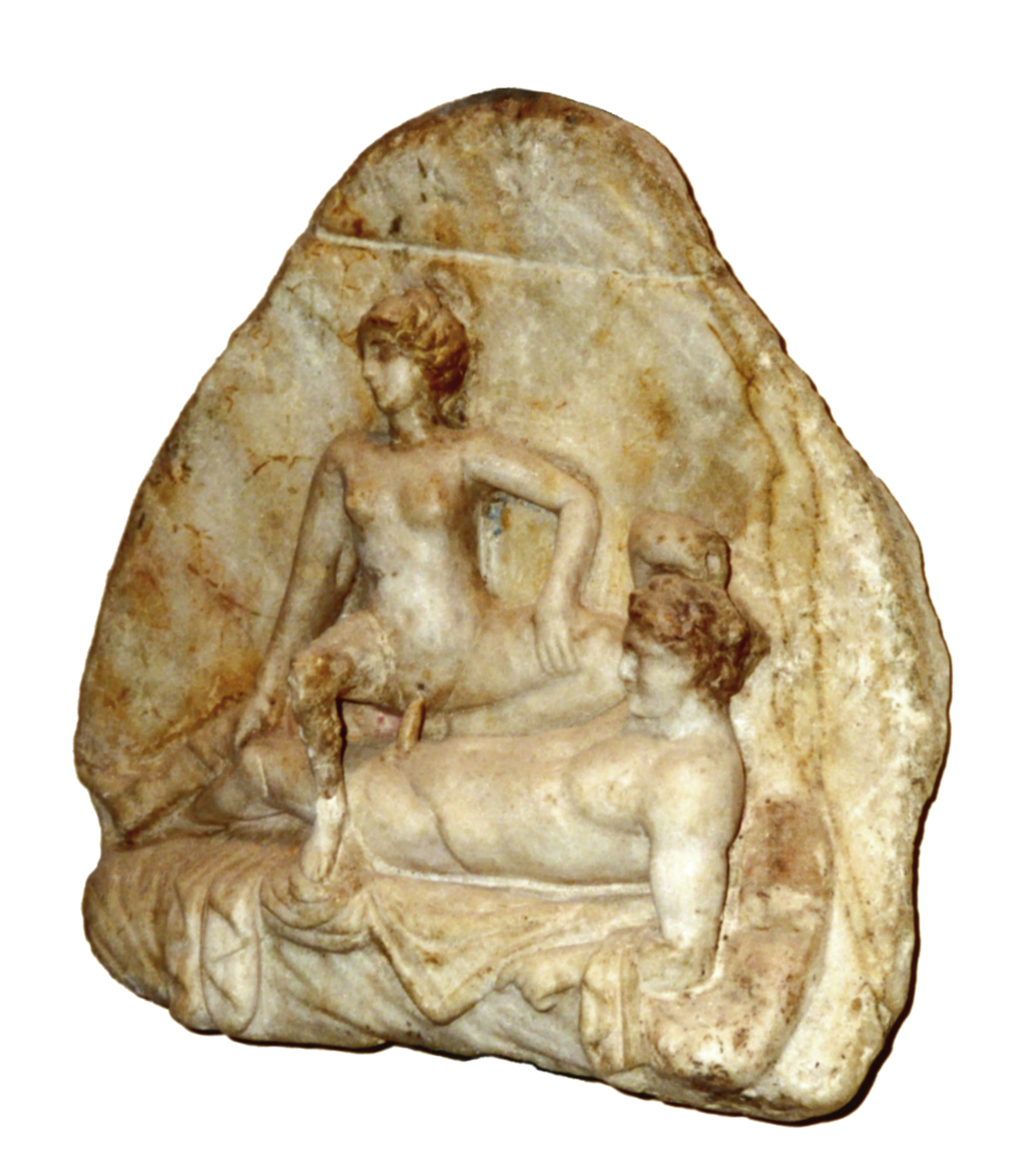
Mármore em baixo relevo
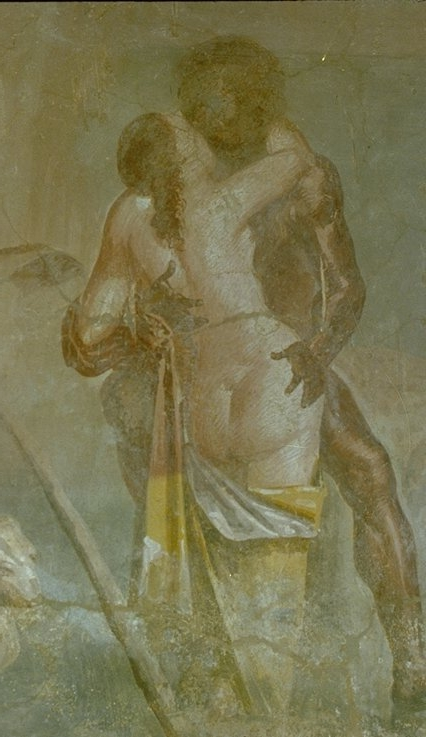
Afresco de um quarto em uma pousada em Pompeia
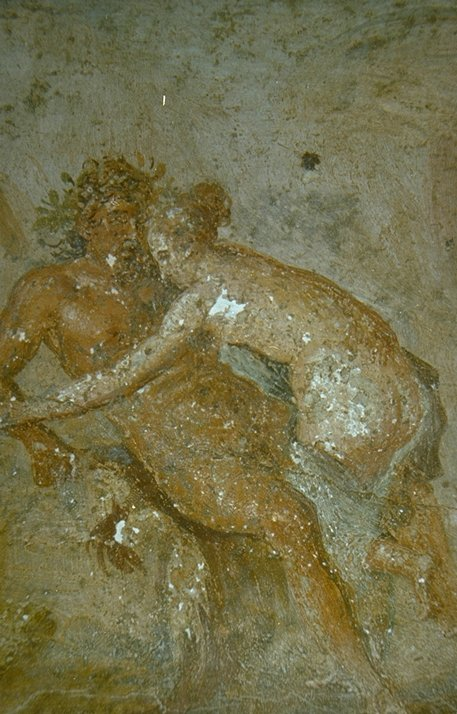
Fresco erótico
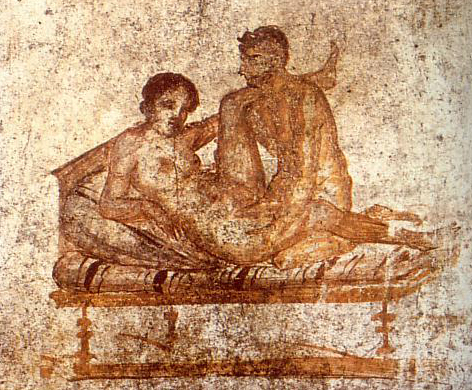
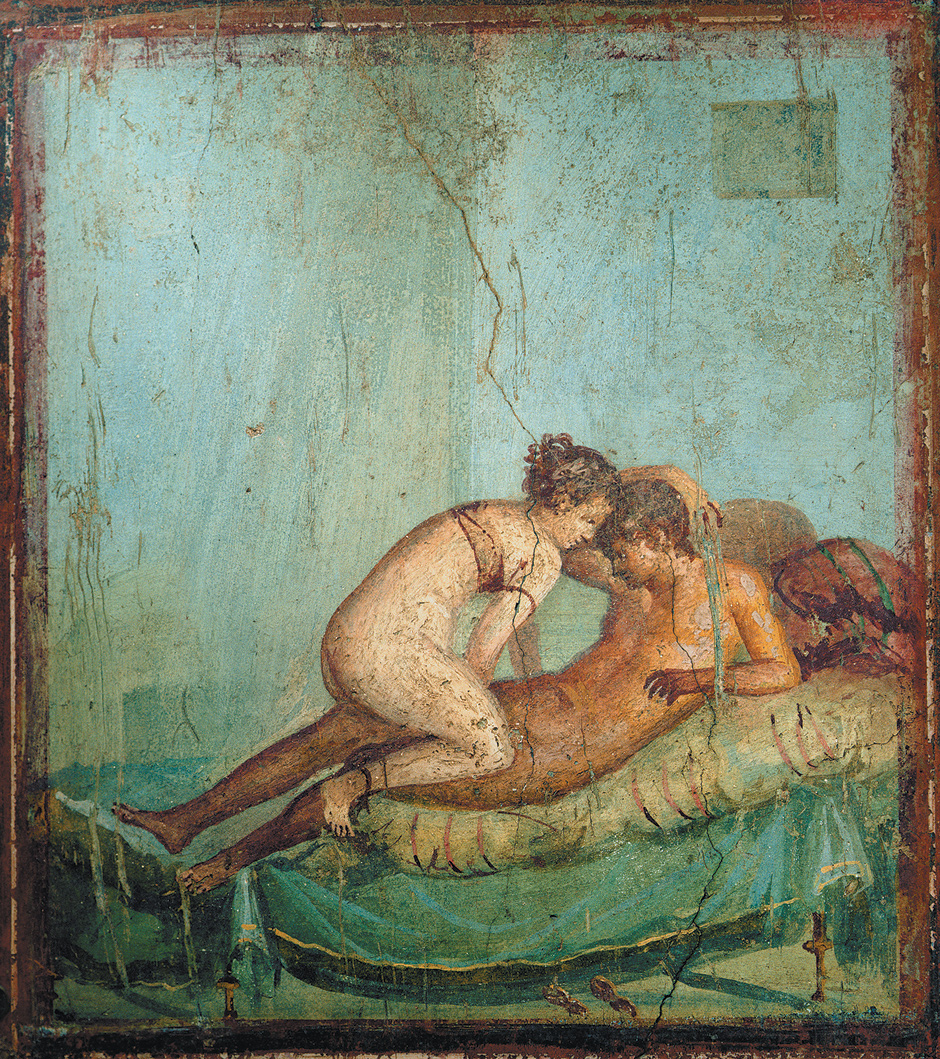
Pintura da Casa do Centenario; a mulher está usando espécie de sutiã.